# Real Escuela Galesa de Música y Teatro
La Real Escuela Galesa de Música y Teatro (en galés: Coleg Brenhinol Cerdd a Drama Cymru; en inglés: Royal Welsh College of Music & Drama) es un conservatorio ubicado en Cardiff, Gales, en el Reino Unido. La universidad fue fundada en 1949 como Cardiff College of Music en el castillo de Cardiff, pero posteriormente se mudó a un edificio construido especialmente dentro de los terrenos del castillo del Parque Bute cerca de la Universidad de Cardiff. Más tarde cambió su nombre por el de Welsh College of Music & Drama, antes de ser galardonado con el título de Real por Isabel II durante el Jubileo de Oro en 2002. Fue el quinto conservatorio en recibir este título.